# The Serpent
The Serpent – drugi album studyjny amerykańskiej grupy muzycznej Still Remains.

## Lista utworów
1. "The Serpent" – 2:14
2. "The Wax Walls of an Empty Room" – 3:42
3. "Stay Captive" – 4:09
4. "Anemia in Your Sheets" – 3:59
5. "Maria" – 4:32
6. "Dropped from the Cherry Tree" – 3:40
7. "Dancing with the Enemy" – 3:04
8. "The River Song" – 4:00
9. "Sleepless Nights Alone" – 3:42
10. "An Undesired Reunion" – 3:24
11. "Avalanche" – 5:21

## Twórcy
- T.J. Miller – śpiew
- Mike Church – gitara, śpiew
- Jordan Whelan – gitara
- Steve Hetland – gitara basowa
- Ben Schauland – instrumenty klawiszowe
- Adrian "Bone" Green – perkusja